# Ida (Oblast' di Vologda)
Ida (in russo Ида?) è un centro abitato dell'Oblast' di Vologda, situato nel Babuškinskij rajon. La popolazione era di 759 abitanti al 2002.